# Medellín y Pigua 2.ª Sección
Medellín y Pigua 2.ª Sección es una localidad del municipio de Centro ubicado en la subregión centro del estado mexicano de Tabasco.

## Geografía
La localidad de Medellín y Pigua 2.ª Sección se sitúa en las coordenadas geográficas 18°02′58″N 92°54′03″O / 18.049444, -92.900833, a una elevación de 8 metros sobre el nivel del mar.

## Demografía
Según el Censo de Población y Vivienda 2020, efectuado por el Instituto Nacional de Estadística y Geografía, la localidad de Medellín y Pigua 2.ª Sección tiene 1,062 habitantes, de los cuales 534 son del sexo masculino y 528 del sexo femenino. Su tasa de fecundidad es de 1.98 hijos por mujer y tiene 296 viviendas particulares habitadas.
| Gráfica de evolución demográfica de Medellín y Pigua 2.ª Sección entre 1970 y 2020 |
|                                                                                    |
| INEGI.                                                                             |